# RCA Records
RCA Records este o casă de discuri americană. Din 2008, aceasta este deținută de Sony Music Entertainment, o subsidiară a Sony Group Corporation.
RCA Records este una din cele patru case principale ale Sony Music alături de fostul rival îndelungat al lui RCA Columbia Records, Arista Records și Epic Records. Casa a lansat multiple genuri de muzică, inclusiv pop, clasică, rock, hip-hop, afrobeat, electronic, R&B, blues, jazz și country. Inițialele RCA vin de la Radio Corporation of America (mai târziu redenumită RCA Corporation), care a fost compania părinte din 1929 până în 1985 și parteneră între anii 1985–1986.
RCA Records a fost complet cumpărată de Bertelsmann în 1987, făcând-o parte a Bertelsmann Music Group (BMG) și a devenit parte a Sony BMG Music Entertainment în 2004 după fuzionarea între companiile de muzică ale lui Sony și Bertelsmann. A fost achiziționată de Sony în 2008 după ce Sony BMG a fost restructurat ca Sony Music Entertainment.
RCA Records este succesorul corporativ al Victor Talking Machine Company, fondată în 1901, făcând-o a doua cea mai veche casă de recorduri supraviețuitoare după casa soră Columbia Records, care a fost fondată în 1889.

## Case de discuri
RCA este numele a trei case de discuri diferite. RCA Records este dedicată muzicii pop, rock și country.  RCA Victor lansează discuri de muzică blues, world, jazz, muzicaluri și alte genuri care nu se încadrează în muzica pop. RCA Red Seal se ocupă de muzică clasică.  
Printre fostele case de discuri se numără RCA Camden, RCA Victrola, RCA International și RCA Italiana.

## Case de discuri actuale
- RCA Music Group: În 2002, BMG a fost reorganizată în Statele Unite, creându-se RCA Music Group, care a comansat RCA Records, Arista Records și J Records, cu Clive Davis șef al reorganizării. După ce BMG a fuzionat cu Sony Music Entertainment, Zomba Label Group a fost redenumit în Jive Label Group și a fost unit cu RCA Music Group pentru a forma RCA/Jive Label Group; totuși, cele două grupuri continuă să funcționeze de sine stătătoare.
- RCA Records (UK): O divizie a Sony Music UK, din 2006. Este destinată artiștilor britanici, americani și internaționali. Șeful departamentului este Charlie Lycett.
- RCA Records Nashville: Divizie a Sony Music Nashville.
- RCA Red Seal Records: Prestigioasa casă de discuri RCA Red Seal de muzică clasică face parte din Sony Masterworks.
- RCA Records (Franța): Parte a Sony Music Franța. Foundată ca RCA Cinematre în 1978. Redenumită la numele actual în 2006.
- RCA Records (Italia): Parte a Sony Music Italia. Foundată ca RCA Italiana în 1949. A intrat în faliment în 1987 și a fost cumpărată de BMG. Reactivată în 2006.
- RCA Victor: Fosta denumire a RCA Records prin care se distribuie muzică electronică, rock și albume cu melodii din coloanele sonore.
- RCA Records (Australia): Parte a Sony Music Australia. Foundată în 1963 pentru artiști australieni. Redenumită în RCA Limited Australia și Noua Zeelandă în 1976. Din 2006 se numește RCA Records (Australia).

## Artiști notabili
- Christina Aguilera
- Clay Aiken
- Paul Anka
- Anti-Flag
- Chet Atkins
- Bobby Bare
- Nicola Di Bari
- Black Rebel Motorcycle Club
- Britney Spears
- David Bowie
- The Browns
- Kelly Clarkson
- Perry Como
- Sam Cooke
- The Cooper Temple Clause
- Floyd Cramer
- Dave Matthews Band
- Daughtry
- Skeeter Davis
- John Denver
- Duane Eddy
- Eliane Elias
- The Equals
- Frank Ferera
- Foo Fighters
- Fumble
- Lorne Greene
- The Guess Who
- Daryl Hall & John Oates
- George Hamilton IV
- Imogen Heap
- Natalie Imbruglia
- Interpol
- Etta James
- Jefferson Airplane
- Waylon Jennings
- Spike Jones
- Kasabian
- Ke$ha
- Adam Lambert
- Mario Lanza
- Avril Lavigne
- LIT
- Hank Locklin
- The Main Ingredient
- Glenn Miller
- Hugo Montenegro
- Miley Cyrus
- Harry Nilsson
- Dolly Parton
- Ray Peterson
- Perez Prado
- Elvis Presley
- Jim Reeves
- Barry Sadler
- Scatman John
- Neil Sedaka
- The Strokes
- Bonnie Tyler
- Velvet Revolver
- Slim Whitman
- George Winston
- Rachael Yamagata
- Wu-Tang Clan
- Zager and Evans
- ZZ Top
- Janis Martin
- Tinashe
- Brooke Candy